# Feminist Porn Award
Els Good for Her Feminist Porn Awards, més coneguts com Feminist Porn Awards (en català: Premis porno feministes) o simplement FPA, són una cerimònia anual d'entrega de premis del cinema per a adults creada l'any 2006 per les botigues per adults Good for Her.

## Història
La cerimònia, amb seu a Toronto, Canadà, fou concebuda i coordinada inicialment per l'antiga directora de Good For Her Chanelle Gallant, però des de 2008, l'actual directora és Alison Lee, qui presideix la cerimònia. Malgrat el nom, Lee afirma que els films presentats a la cerimònia estan destinats tant a públic masculí com femení.
Segons el lloc oficial, les candidatures per un FPA han de respondre a tres criteris :
- Una dona intervé en la producció, l'escriptura, la realització o la direcció del film.
- El film mostra un plaer real de la dona.
- El guió surt dels estereotips clàssics dels films pornogràfics.

La botiga Good For Her va ser nomenada l'any 2014 als AVN Awards a la categoria Best Independent Sex Shop.